# Valeriana hirtella
Valeriana hirtella är en kaprifolväxtart som beskrevs av Carl Sigismund Kunth. Valeriana hirtella ingår i släktet vänderötter, och familjen kaprifolväxter. Inga underarter finns listade i Catalogue of Life.